# Ravago
Ravago N.V. is een Belgisch chemisch bedrijf met hoofdzetel in Luxemburg. Het bedrijf bezit 45 productiefaciliteiten waarvan 23 recycling- en compounding fabrieken in Noord-Amerika, Europa, Azië en Afrika. Daarnaast beschikt het bedrijf over 17 productielocaties in Europa die afgewerkte producten leveren specifiek voor de bouwsector, 7 fabrieken en 6 laboratoria. Wereldwijd werken 7.000 medewerkers bij het bedrijf.

## Geschiedenis
Het bedrijf werd in 1961 opgericht door Raf Van Gorp nadat hij een dynamietfabriek in het Vlaamse Arendonk had gekocht (de Poudreries Réunies de Belgique). Op deze site zette Van Gorp zijn idee voort om productie-afval van nabij gelegen Kempense landbouwers op te halen en deze te recyclen tot plastic huishoudmiddelen zoals emmers en keukenproducten. Die verkocht hij in zijn winkelhal, later omgevormd tot een mode- en woonwinkelcentrum in Arendonk. (In de volksmond de Gordijnwinkel en in 2020, mede door toenemende online verkoop en de coronacrisis, uiteindelijk gesloten).
Van Gorp breidde zijn bedrijf in de jaren 1980 verder uit en startte met het recyclen van productieafval van de petrochemische industrie in de productie van kunststoffen. Daarbij specialiseerde het bedrijf zich in het leveren van bouwchemicaliën, isolatiematerialen en speciale folies aan de bouwindustrie.
Oprichter van Gorp werd opgevolgd door zijn dochter Gunhilde en haar echtgenoot van Griekse afkomst, Theo Roussis. Hij zorgde voor veranderingen in de financiële structuur van het bedrijf en verdere expansie.

## Media
In 2022 kwam het bedrijf in het nieuws toen in verband met een bezoek van koning Filip en koningin Mathilde een bezoek brachten aan de productielocatie in Arendonk. Reden voor het bezoek was de rol van het bedrijf op het gebied van recyclage en duurzaamheid.
In juni 2023 kwamen berichten in de media dat uit bodemonderzoek was gebleken dat het grondwater op het bedrijfsterrein in Arendonk verhoogde PFAS-waarden vertoonde. In verband met nader noodzakelijk onderzoek werden omwonenden geadviseerd om voorlopig geen putwater te gebruiken als drinkwater of vulling voor zwembaden. 